# Serinane
Serinane is een dorp in het district Kweneng in Botswana. De plaats telt 787 inwoners (2011).